# Bregovo
Bregovo (Bulgaars: Брегово) is een stad in de Bulgaarse oblast oblast Vidin. De stad Bregovo is de hoofdplaats van de gelijknamige gemeente Bregovo. Op 31 december 2018 telt het stadje 2170 inwoners, terwijl de gemeente Bregovo 4498 inwoners telt.
Bregovo ligt gesitueerd op het drielandenpunt van Bulgarije, Roemenië en Servië.

## Bevolking
Net als elders in Noordwest-Bulgarije heeft ook Bregovo te kampen met een intensieve ontvolking.
| stad Bregovo     | 5.455  | 5.246  | 4.974  | 5.999  | 5.525  | 4.912  | 3.554 | 3.111 | 2.527 | 2.170 |
| gemeente Bregovo | 16.313 | 15.767 | 14.603 | 13.184 | 12.144 | 10.269 | 9.181 | 7.515 | 5.514 | 4.498 |

#### Bevolkingssamenstelling
De bevolking van Bregovo is vrij heterogeen. Volgens de volkstelling van 2011 vormen etnische Bulgaren zo’n 95% van de bevolking van de gemeente Bregovo. De grootste minderheid vormen de  Roma: zij vormen 3% van de bevolking en wonen vooral in het stadje Bregovo.